# Tornado de Daulatpur–Saturia
O  tornado de Daulatpur – Saturia ocorreu no distrito de Manikganj, Bangladesh, em 26 de abril de 1989. Foi o tornado mais mortal da história do país. Há uma grande incerteza sobre o número de mortos, mas as estimativas indicam que foi devastador e matou aproximadamente 1.300 pessoas, o que o tornaria o mais mortal da história. O tornado afetou mais as cidades de Daulatpur e Saturia, movendo-se para o leste através de Daulatpur e, eventualmente, para o nordeste, até Saturia. Anteriormente, a área atingida pelo desastre estava em estado de seca há seis meses, possivelmente gerando condições para eventos de tempestade severa e tornados. 

## Antecedentes
A Bacia do Ganges, que compreende a totalidade de Bangladesh, é propícia à condições meteorológicas severas. Tais tempestades, que são capazes de produzir tornados nesta região, são mais comuns durante os meses pré e pós-monções. Uma média de seis tornados ocorrem anualmente em Bangladesh, com pico de atividade em abril. Os meses pré-monção (março a maio) apresentam as condições mais favoráveis para o clima severo. Durante esse período, a energia potencial disponível convectiva - um indicador de instabilidade atmosférica, em que valores mais altos denotam uma maior probabilidade de tempestades - e o cisalhamento do vento são propícios ao desenvolvimento de tempestades rotativas. A instabilidade é maior em Bengala Ocidental, Índia e áreas adjacentes de Bangladesh. As tempestades frequentemente se desenvolvem nessa região e viajam para o sudeste cruzando o país. Essas tempestades são localmente conhecidas como norwesters ou Kalbaishakhi. 

## Evento e consequências
Em 25 de abril de 1989, uma área de baixa pressão de 1000 mbar (hPa; 29,53 inHg) estava sobre Bihar e Bengala Ocidental, na Índia, com um cavado que se estendia para o leste através de Bangladesh até Manipur, na Índia. O sistema permaneceu praticamente estacionário durante todo o dia até 26 abril. Nesse dia, outra baixa se aproximou de Madhya Pradesh e, em conjunto com uma crista sobre a China, o gradiente de pressão tornou-se mais estreito em Bangladesh. O ar quente e úmido fluía para nordeste, vindo da Baía de Bengala, enquanto o ar fresco e seco vinha do Himalaia seguindo para o sul. Nos níveis superiores da atmosfera, acima da baixa pressão, ventos fortes de oeste de uma corrente de jato criaram um amplo cisalhamento, um fator-chave no desenvolvimento de tempestades do tipo supercélula capazes de produzir tornados. A corrente de jato tornou-se particularmente intensa em 26 de abril, com uma sondagem atmosférica de Daca medindo ventos de 240 quilômetros por hora (150 mph) a uma altura de 10,6 km (35 000 pés). Uma linha seca estabelecida sobre o oeste de Bangladesh serviu como ponto focal para o desenvolvimento de tempestades. Às 12h00 UTC, todos os fatores mencionados serviram para produzir tempestades severas por todo o país.
Por volta das 12h30 UTC, um tornado tocou o solo perto de Daulatpur, no distrito de Manikganj, e seguiu para o leste, logo atingindo Saturia. Causou tremendos danos em 150 km² (58 mi²) cobrindo três upazilas, com Saturia sendo a mais atingida. Seu caminho total foi de cerca de 80 km (50 mi).  Um boletim de notícias da Organização Mundial de Meteorologia registrou o tornado como categoria F3.5 na escala Fujita. No entanto, a estimativa de vento declarada de 338 a 418 quilômetros por hora (210 a 260 mph) o classificaria como um F4.
O tornado matou cerca de 1 300 pessoas e feriu 12 000.  Os danos foram extensos, pois inúmeras árvores foram arrancadas e todas as casas em uma área de seis quilômetros quadrados no caminho do tornado foram completamente destruídas. Um artigo do Bangladesh Observer declarou: "A devastação foi tão completa que, com exceção de alguns esqueletos de árvores, não havia sinais de infraestruturas permanentes".  Aproximadamente 80 000 pessoas ficaram desabrigadas.  Um segundo tornado atingiu o distrito de Narsingdi, matando 5 pessoas e ferindo outras 500.  